# Gūyjeh-ye Solţān
Gūyjeh-ye Solţān (persiska: گویجه سلطان) är en ort i Iran.   Den ligger i provinsen Östazarbaijan, i den nordvästra delen av landet, 500 km nordväst om huvudstaden Teheran. Gūyjeh-ye Solţān ligger 1 680 meter över havet och antalet invånare är 803.
Terrängen runt Gūyjeh-ye Solţān är kuperad västerut, men österut är den platt. Gūyjeh-ye Solţān ligger nere i en dal som går i öst-västlig riktning. Runt Gūyjeh-ye Solţān är det ganska glesbefolkat, med 27 invånare per kvadratkilometer. Närmaste större samhälle är Mehtarlū, 9,0 km sydost om Gūyjeh-ye Solţān. Trakten runt Gūyjeh-ye Solţān består i huvudsak av gräsmarker.